# E002号線
E002号線 (E002ごうせん、英: European route E002) は、アゼルバイジャンおよびアルメニアを通過する欧州自動車道路のBクラス幹線道路であり、以下の都市を結ぶ。

## 経路
- アルメニア
  - Megri
- アゼルバイジャン
  - アリャート, サアトル, Ordubad, Julfa, ナヒチェヴァン, Sadarak